# Isla de Malta
La isla de Malta es la mayor de las tres islas principales que constituyen el archipiélago de Malta, y pertenece a la República de Malta. Su área es de 246 km². Incluye el punto más alto del archipiélago, el Ta'Dmejrek a 253 m de altura y la capital del país, La Valeta. El terreno está caracterizado por bajas colinas con campos de terraza.